# Communauté de communes du Pays Naborien
Die Communauté de communes du Pays Naborien ist ein ehemaliger französischer Gemeindeverband mit der Rechtsform einer Communauté de communes im Département Moselle in der Region Grand Est. Sie wurde am 1. September 2004 gegründet und umfasste zehn Gemeinden nahe der Grenze zu Deutschland. Der Verwaltungssitz befand sich im Ort Saint-Avold.

## Historische Entwicklung
Mit Wirkung vom 1. Januar 2017 fusionierte der Gemeindeverband mit der Communauté de communes du Centre Mosellan und bildete so zunächst die Nachfolgeorganisation Communauté de communes Agglo Saint-Avold Centre Mosellan, die kurz danach zur Communauté d’agglomération Saint-Avold Synergie umgewandelt wurde.

## Ehemalige Mitgliedsgemeinden
1. Altviller
2. Carling
3. Diesen
4. Folschviller
5. Lachambre
6. L’Hôpital
7. Macheren
8. Porcelette
9. Saint-Avold
10. Valmont